# Torneo de Bakú 2013
El Baku Cup 2013 2013 fue un torneo de tenis profesional jugado en pistas duras. Esta es la tercera edición del torneo, que forma parte de la WTA Tour 2013. Se llevó a cabo en Bakú, Azerbaiyán entre el 22 y el 28 de julio de 2013.

## Cabeza de serie

### Individual femenino
| Tenista            | Ranking | Preclasificada |
| Bojana Jovanovski  | 38      | 1              |
| Donna Vekić        | 62      | 2              |
| Chanelle Scheepers | 70      | 3              |
| Alexandra Cadanțu  | 70      | 4              |
| Karolína Plíšková  | 73      | 5              |
| Polona Hercog      | 82      | 6              |
| Elina Svitolina    | 84      | 7              |
| Vesna Dolonc       | 85      | 8              |

### Dobles femenino
| Tenista                             | Ranking | Preclasificada |
| Chanelle Scheepers Mandy Minella    | 124     | 2              |
| Irina Buryachok Oksana Kalashnikova | 145     | 1              |
| Sandra Klemenschits Andreja Klepač  | 181     | 4              |
| Karolína Plíšková Kristýna Plíšková | 200     | 4              |

## Campeones

### Individual Femenino
Elina Svitolina venció a  Shahar Pe'er por 6-4, 6-4

### Dobles Femenino
Irina Buryachok /  Oksana Kalashnikova vencieron a  Eleni Daniilidou /  Aleksandra Krunić por 4–6, 7–6(7–3), [10–4]